# Uxaque (província)
Uxaque (em turco: Uşak) é uma província do centro-oeste da Turquia, com capital na cidade homónima, situada na região do Egeu. Tem 5 555 km² de área e em dezembro de 2021 tinha 373 183 habitantes (densidade: 67,2 hab./km²).
| Províncias adjacentes à de |          |                  |
| Manissa                    | Cutáquia | Cutáquia         |
| Manissa                    |          | Afioncaraquissar |
| Denizli                    |          |                  |

A província está subdividida nos seguintes distritos:
- Banaz
- Eşme
- Karahallı
- Sivasle
- Ulubey
- Uxaque